# Daniele Barioni
Daniele Barioni (Copparo, 6 settembre 1930 – Ferrara, 5 novembre 2022) è stato un tenore italiano.

## Biografia
Nato a Copparo in provincia di Ferrara, si trasferì nel 1948 a Milano, dove, convinto di essere baritono, si fece ascoltare dal maestro Attilio Bordonali, che riconobbe la natura tenorile della sua voce e che fu il suo insegnante per cinque anni.
La prima apparizione fu del 1949 in un concerto al Circolo Italia a Milano e il debutto operistico ne1954 in Cavalleria rusticana al Teatro Nuovo di Milano alla presenza di Rudolf Bing, che lo scritturò per il Metropolitan Opera. Durante il primo anno di carriera interpretò anche Tosca e Madama Butterfly.
Nel 1955 si esibì in Egitto e Sudafrica ed il 20 febbraio 1956 esordì al Metropolitan in Tosca sostituendo Giuseppe Campora, con un grande successo. Nella stagione successiva effettuò un tour attraverso gli Stati Uniti e il Canada. Nei primi anni la carriera si sviluppò principalmente al Met, dove fra il 1956 ed il 1962 apparve 54 volte. Si esibì di frequente anche alle Terme di Caracalla e al Teatro dell'Opera di Roma, mentre alla Scala soltanto nel 1966 (Madama Butterfly e Cavalleria rusticana).
Nel 1966 la moglie, la pianista Vera Franceschi, morì per una leucemia e questo contribuì alla fine della carriera: le apparizioni andarono via via diradandosi fino alla fine degli anni settanta. Apparve un'ultima volta nel 1981 in un concerto al Teatro Comunale di Ferrara per l'assegnazione del Premio Frescobaldi.
Dopo anni di silenzio Barioni riprese ad esercitare la voce e nel 1984 incise un disco di canzoni napoletane accompagnato dall'Orchestra a plettro Gino Neri di Ferrara, mostrando un materiale vocale ancora valido.. In un CD dedicatogli dalla casa Bongiovanni si può ascoltare una registrazione effettuata al Teatro Comunale di Ferrara nel 2005, in occasione di una serata in suo onore, dove a 75 anni si esibisce nell'aria Ch'ella mi creda. Nel 2012 ricevette il Premio Caruso.
La sua unica incisione in studio è La rondine del 1966 per la RCA, dove la voce risulta ovattata in confronto alle numerose registrazioni dal vivo..

## Repertorio
- Georges Bizet
  - Carmen
- Arrigo Boito
  - Mefistofele
- Francesco Cilea
  - Adriana Lecouvreur
- Manuel de Falla
  - La vida breve
- Gaetano Donizetti
  - Lucia di Lammermoor
  - Lucrezia Borgia
- Umberto Giordano
  - Andrea Chénier
- Ruggero Leoncavallo
  - Pagliacci
- Pietro Mascagni
  - Cavalleria rusticana
- Giacomo Puccini
  - La bohème
  - La fanciulla del West
  - Madama Butterfly
  - Manon Lescaut
  - La rondine
  - Tosca
  - Turandot
- Ottorino Respighi
  - Lucrezia
- Amilcare Ponchielli
  - La Gioconda
- Johann Strauss (figlio)
  - Rosalinda (Il Pipistrello)
- Richard Strauss
  - Il cavaliere della rosa
- Giuseppe Verdi
  - Aida
  - Un ballo in maschera
  - Don Carlos
  - Ernani
  - La forza del destino
  - Macbeth
  - Nabucco
  - Simon Boccanegra
  - La traviata
  - Il trovatore
- Riccardo Zandonai
  - Francesca da Rimini

## Discografia

### Opere

#### In studio
- La Rondine (Moffo, Sereni, De Palma, Sciutti dir. Molinari Pradelli, RCA 1966)

#### Dal vivo
- Madama Butterfly (Albanese, Brownlee, Elias, De Paolis, dir. Mitropoulos - Metropolitan 1956)
- Madama Butterfly selez. (Kirsten, Miller,  Harvuot, dir. Mitropoulos - Metropolitan 1956)
- Tosca (Albanese, Warren, dir. Mitropoulos - Metropolitan 1957)
- Tosca, selez. (Kirsten, Guarrera, dir. Mitropoulos - Metropolitan 1957)
- La bohème selez. (Amara, Kral, Moscona, Harnat, De Paoli, dir. Cleva - Metropolitan 1956 c.)
- Rigoletto selez. (McFerrin, Hurley, Warfield, Sgarro, dir. Cleva - Metropolitan 1956 c.)
- Cavalleria rusticana (Milanov, Elias, Zanasi, Votipka, dir. Mitropoulos - Met 1959)
- Madama Butterfly (Kirsten, Nadell, Torigi, Conter, dir. Cellini - New Orleans 1960)
- Macbeth (Warren, Rysanek, Hines, dir. Leinsdorf - Met 1960)
- La fanciulla del West (Tebaldi, Guelfi, dir. Basile - RAI 1961)
- La rondine (Albanese, dir. Bamboschek - Philadelphia 1961)
- Turandot, (De Cavalieri, Chiara, Modesti, dir. La Rosa Parodi - Venezia 1966)
- La fanciulla del West (Olivero, Guelfi, dir. De Fabritiis - Venezia 1967)

### Recital
- Omaggio a Caruso
- Il tenore Daniele Barioni e Napoli
- Quando l'arte si fa voce (Edizioni l'uomo e l'arte-Copparo)
- Daniele Barioni (Bongiovanni-Il mito dell'opera)
- Daniele Barioni vol. II (Bongiovanni-Il mito dell'opera)
- Pot-pourri di tenori (Bongiovanni-Il mito dell'opera)
- Pot-pourri di tenori vol. II (Bongiovanni-Il mito dell'opera)
- Duetto da Cavalleria rusticana in "Gigliola Frazzoni in concert 1954-1963 Eklipse
- Romanze di Tosti e canzoni; arie da Tosca, Madama Butterfly, Pagliacci, Fedora, Manon Lescaut, La Fanciulla del West, Assunta Spina (riversato su cd).